# Orenstein & Koppel

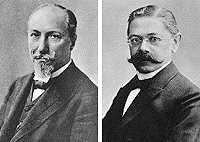
Die Gründer Arthur Koppel (li) und Benno Orenstein

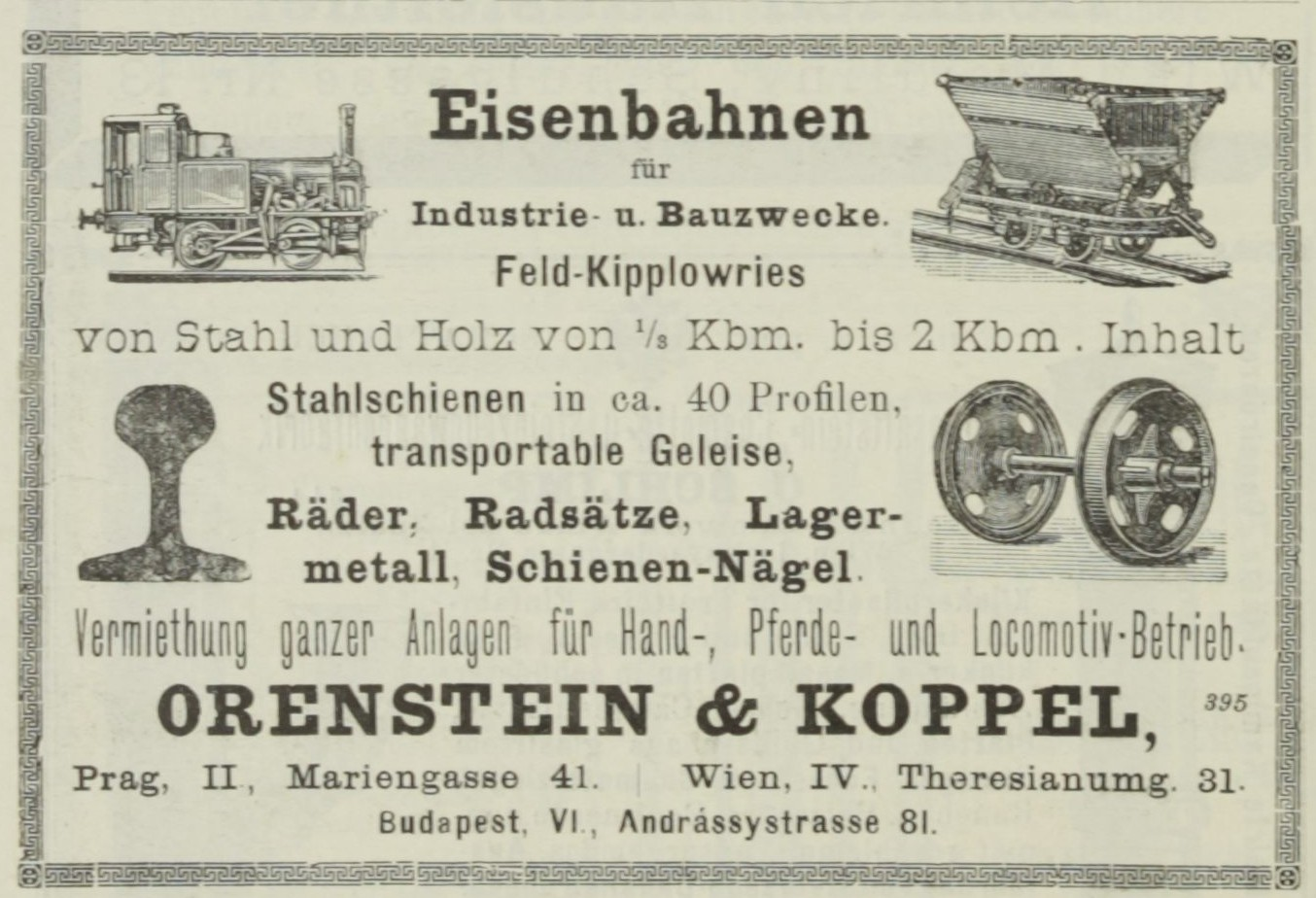
Anzeige von Orenstein & Koppel in der Zeitschrift Der Bautechniker aus dem Jahr 1892 mit Werbung für „Eisenbahnen für Industrie- und Bauzwecke“, Räder, Radsätze sowie „Vermiethung ganzer Anlagen für Hand-, Pferde und Locomotiv-Betrieb“

Aktie über 50 DM der O & K Orenstein & Koppel AG vom Juli 1986

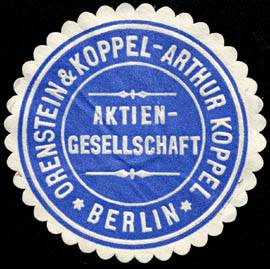
Siegelmarke der Orenstein & Koppel Aktiengesellschaft

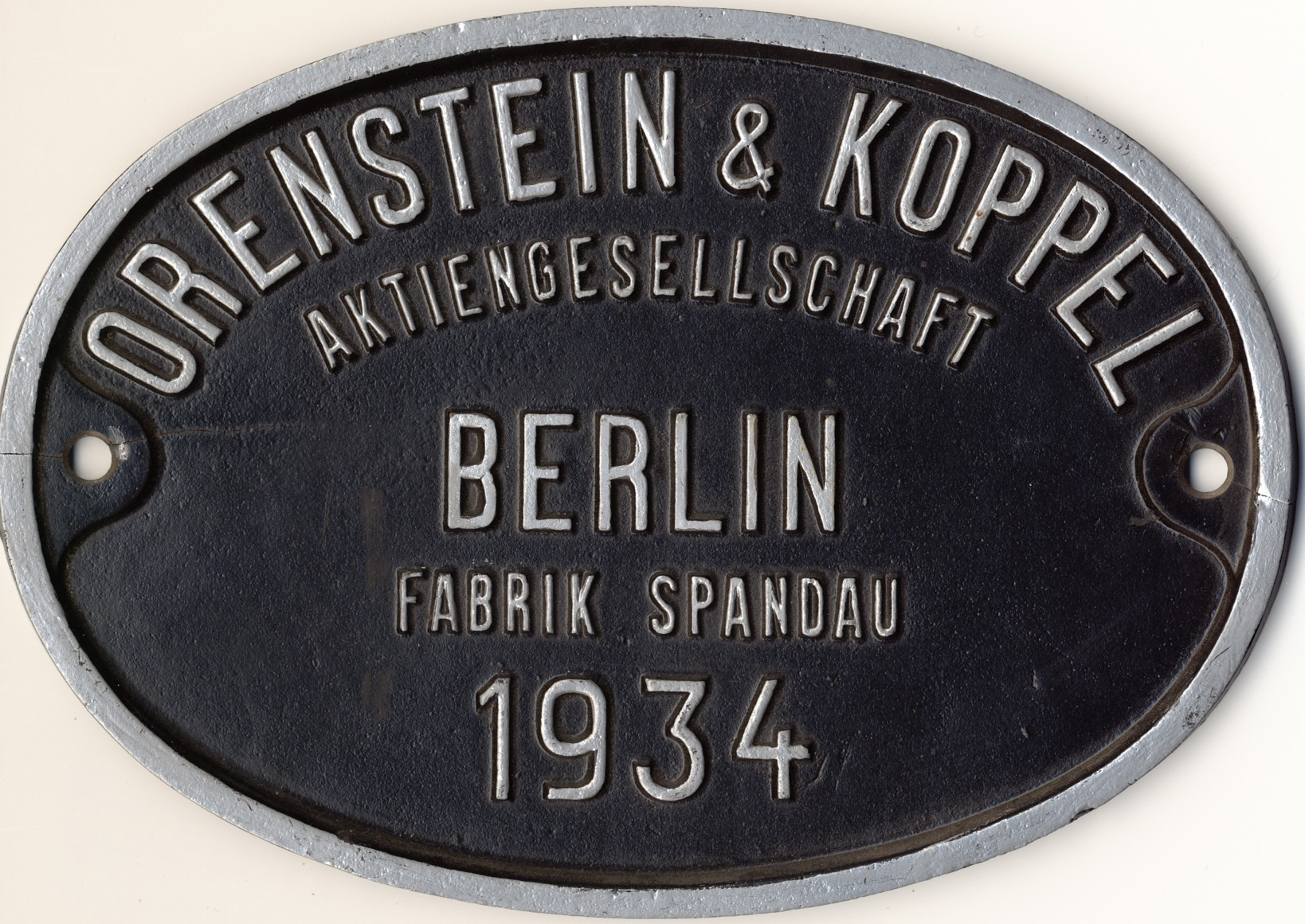
Waggonschild „Orenstein & Koppel“ des Werkes Berlin-Spandau aus dem Jahr 1934

Fabrikschild der Lokomotive Nr. 20473, Typ RL7

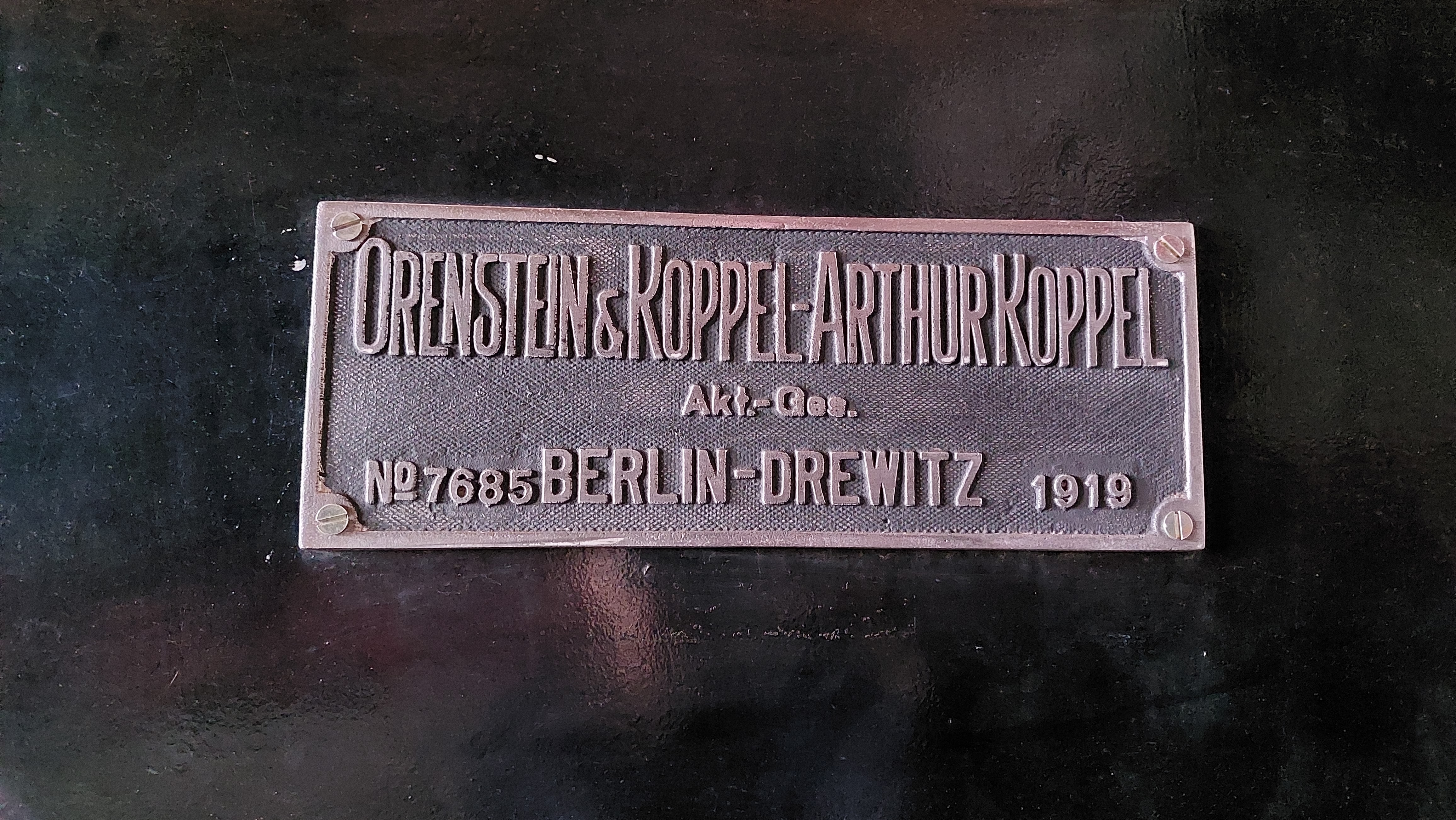
Lokschild der O&K 7685 von 1919

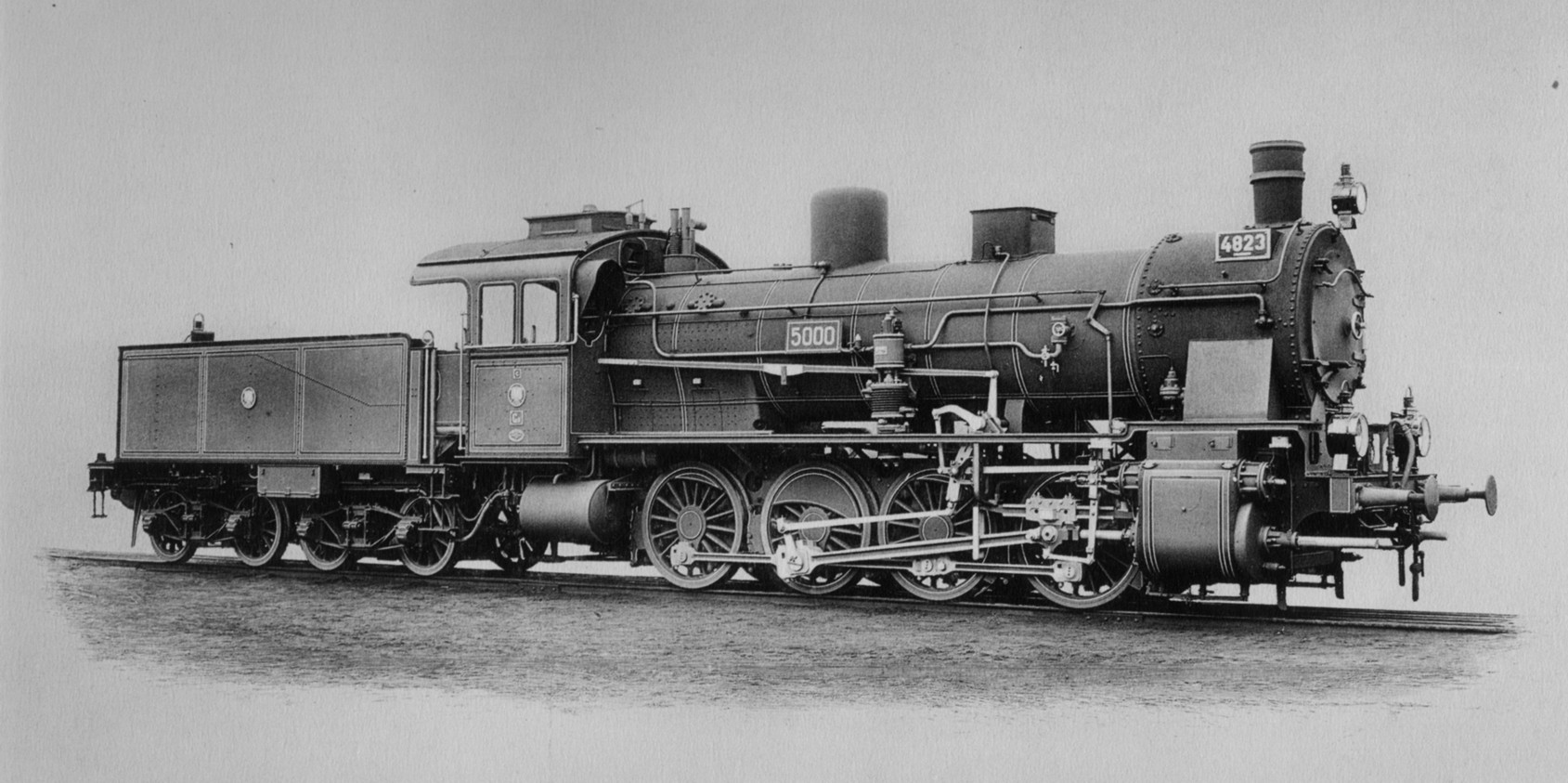
5000. Lokomotive von O&K (1913)

Orenstein & Koppel (kurz O&K) war ein deutsches Unternehmen des Maschinenbaus, das am 1. April 1876 gegründet und 1897 in eine Aktiengesellschaft umgewandelt wurde. O&K lieferte zunächst Feldbahnbedarf wie Loren, Gleise und Weichen und stellte danach, neben Lokomotiven und Waggons für den Güter- und Personenverkehr, eine breite Palette von Baumaschinen, vor allem Bagger verschiedener Auslegung, aber auch Straßenhobel, Kipper und Autokrane her. Die Firma produzierte außerdem Rolltreppen, Rollsteige, Getriebe, Gabelstapler, Kompressoren, Raupenlader, Radlader, Muldenkipper, U- und S-Bahn-Fahrzeuge, Omnibusse, Traktoren, Straßenwalzen sowie Frachtschiffe, Passagierschiffe, Bordkräne und Schiffsentladeanlagen. Das Unternehmen hatte verschiedene Produktionsstandorte in Deutschland, einen hohen Exportanteil und ein weltweites Niederlassungsnetz. Es wurde 1999 aufgelöst.

## Geschichte

### Anfang in Schlachtensee bei Berlin

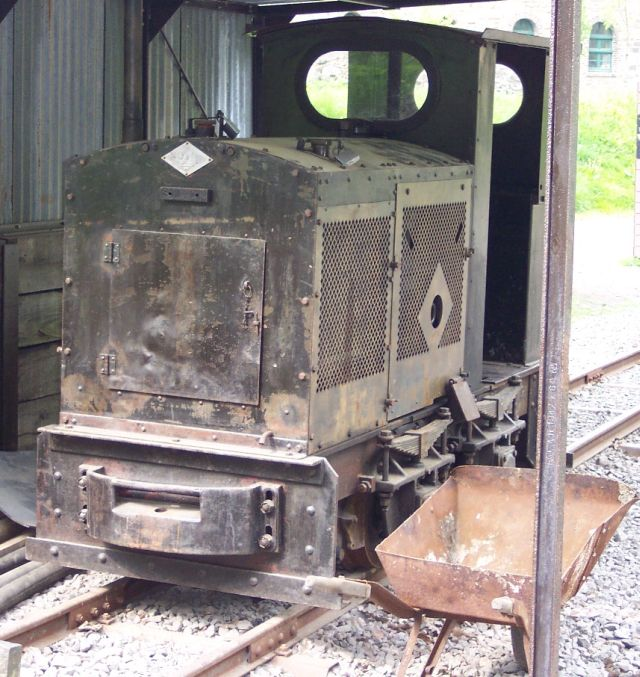
O&K-Feldbahnlokomotive

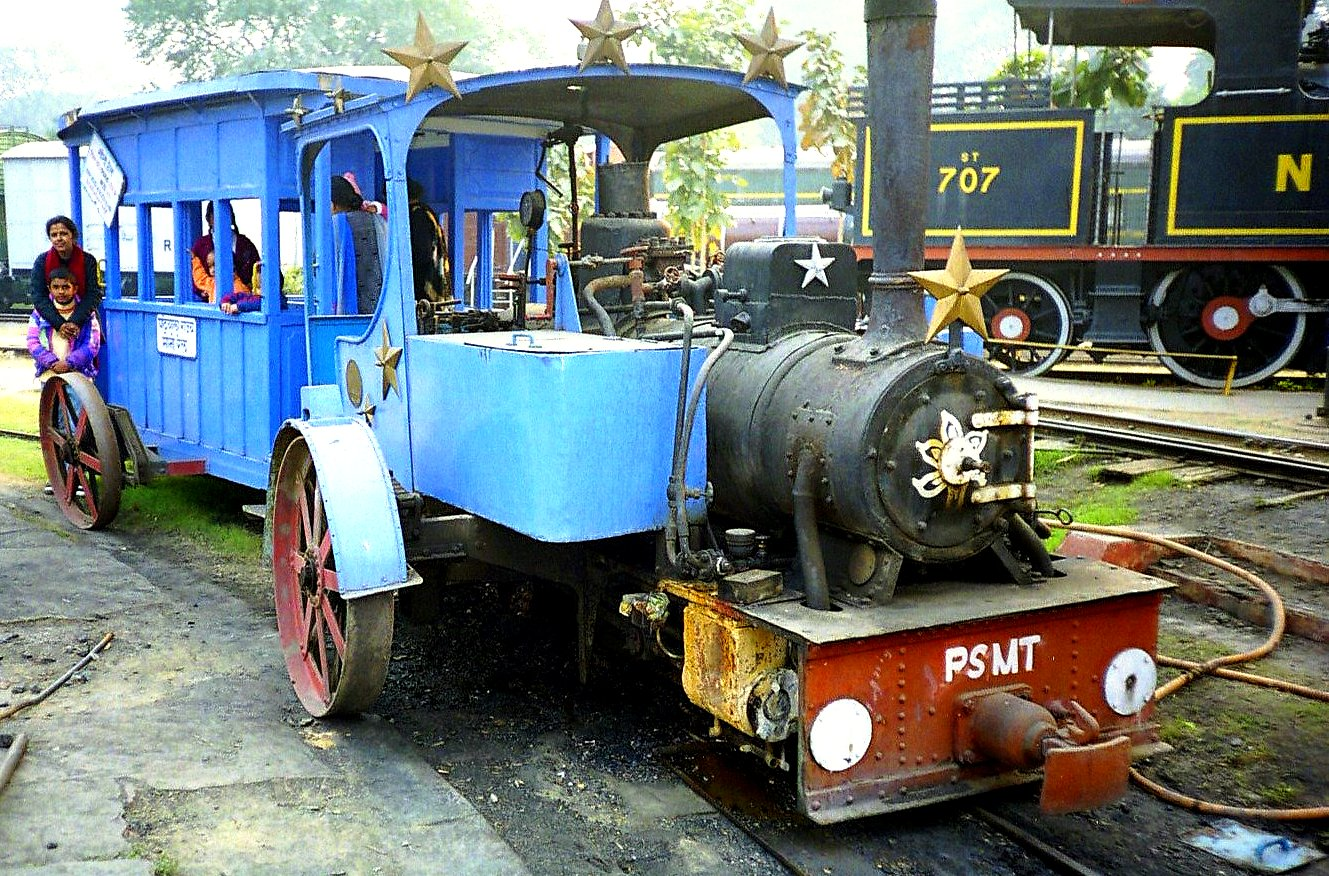
Lokomotive mit Wagen der indischen PSMT-Monorail-Bahn

Das Unternehmen wurde am 1. April 1876 von Benno Orenstein und Arthur Koppel als offene Handelsgesellschaft (oHG) in Schlachtensee bei Berlin gegründet. Es war ursprünglich ein reines Handelsunternehmen für Feldbahnen, das Bahnschienen, Kipploren und dergleichen weiterverkaufte.
Im Jahr 1876 brachte Benno Orenstein 3000 Mark als Darlehen eines Onkels ein. Von Arthur Koppel als ehemaligem Prokuristen der Eisenhandlung G. E. Dellschau kamen 15.000 Mark. Am 15. Mai des Gründungsjahrs wurde der reguläre Handel aufgenommen. Das Unternehmen entwickelte sich zunächst vergleichsweise langsam, und im Jahr 1885 trennten sich die beiden Partner einvernehmlich. Sie teilten ihren Markt für fünf Jahre in Ausland und Inland auf, und Koppel gründete das Unternehmen Arthur Koppel, das im Ausland erfolgreicher blieb.
Zwischenzeitlich beteiligte Orenstein zwei andere Kaufleute sowie seinen Bruder Max Orenstein und erwarb im Jahr 1886 den Standort Tempelhofer Ufer 23–24 in Berlin. In wenigen Jahren um 1895 entstanden Zweigwerke von O&K in Dorstfeld (bei Dortmund), Prag und Budapest. Niederlassungen errichtete das Unternehmen auch in Buenos Aires, Durban und Johannesburg, auf Java und in Kalkutta. Im Jahr 1897 wurde die Gesellschaft mit der Dresdner Bank als Hausbank in die Aktiengesellschaft für Feld- und Kleinbahnen-Bedarf, vormals Orenstein & Koppel umgewandelt. Es folgten Fabriken bei Potsdam und Warschau, sowie in Spandau, und die Herstellung von Fahrzeugen für die Normalspur ab dem Jahr 1900. Das Werk in Schlachtensee wurde 1898 geschlossen und die Produktion nach Babelsberg verlagert.
Im Jahr 1905 vereinigten O&K und die Arthur Koppel AG ihren Vertrieb, und nach Koppels Tod im Jahr 1908 wurden sie im Jahr 1909 fusioniert zur Orenstein & Koppel – Arthur Koppel AG.
In den frühen 1910er Jahren war O&K ein Vorbild der Fertigungstechnik. Im Jahr 1911 wurde eine Interessengemeinschaft mit der Lübecker Maschinenbau Gesellschaft vereinbart, die auch Baufahrzeuge herstellte.
Um 1911 kam es ebenfalls zum Abschluss einer Interessengemeinschaft mit dem französischen Unternehmen Société Nouvelle des Établissements Decauville Ainé. Der auf zwanzig Jahre geschlossene Vertrag bezweckte eine Aufteilung der Absatzgebiete. Orenstein & Koppel übernahm das belgische Decauville-Werk in Val-Saint-Lambert und überließ dafür Decauville sein Werk in Fives (Nordfrankreich).
Im Jahr 1913 feierte das Unternehmen die Fertigstellung seiner 5000. Lokomotive. Um 1913 hatte das Unternehmen ein Dutzend Fabriken und fast hundert Niederlassungen weltweit; fast 15.000 Mitarbeiter waren beschäftigt. Von dieser wirtschaftlichen Blüte zeugt auch das 1914 fertiggestellte Hauptverwaltungsgebäude in Berlin.

### Zeit des Nationalsozialismus
Ab den 1930er Jahren wurden neben Feldbahnen auch normalspurige Schienenfahrzeuge in größeren Stückzahlen gebaut, vor allem Rangierdiesellokomotiven und die Einheits-Dampflokomotiven der Baureihen 44, 50 und 64 für die Deutsche Reichsbahn. In Spandau wurden Seilbagger und Schaufelradbagger gefertigt.
Der Firmengründer Benno Orenstein und sein Kompagnon Arthur Koppel waren Juden. 1933 entsandte die Dresdner Bank daher einen Nationalsozialisten und alten Kameraden Hermann Görings als Aufsichtsratsmitglied von O&K, der die sogenannte Arisierung betrieb. Er organisierte sogleich ein „Gleichschaltungsabkommen“, das ihm das Stimmrecht für die 16 % der Aktien übertrug, die der jüdischen Familie Orenstein gehörten. Im August 1933 beschloss die Aktionärsversammlung eine Kapitalherabsetzung um rund 45 %. Im Jahr 1935 wurde der Vorstandsvorsitzende Alfred Orenstein in Haft genommen, trat zurück und ging ins Exil nach Johannesburg, wo er bis Oktober 1938 für die dortige Niederlassung von O&K in Südafrika arbeitete. Im Februar 1940 erfuhr das Unternehmen eine Kapitalerhöhung und nannte sich Maschinenbau und Bahnbedarf Aktiengesellschaft, vormals Orenstein & Koppel. An die Stelle der Abkürzung O&K trat MBA. Ab November 1940 nannte die Firma die jüdischen Gründer Orenstein und Koppel nicht mehr, und zum folgenden Jahreswechsel übernahm die Hoesch AG die Aktienmehrheit. Das Unternehmen setzte auch Zwangsarbeiter ein.
Eine Urenkelin Benno Orensteins und Bundesrichterin der USA erfuhr 1993 von ihrer jüdischen Herkunft und klagte im ersten Jahrzehnt des 21. Jahrhunderts auf Entschädigung. Ihre Großmutter, die ein Viertel der Aktien Benno Orensteins erbte, ließ 1950 um eine Aufstellung ihres Aktienvermögens durch die Deutsche Bank bitten, erhielt aber keine Antwort, und es gibt nur einen Zahlungsbeleg über knapp 38.000 RM für Aktien an Alfred Orenstein.

### Nachkriegszeit

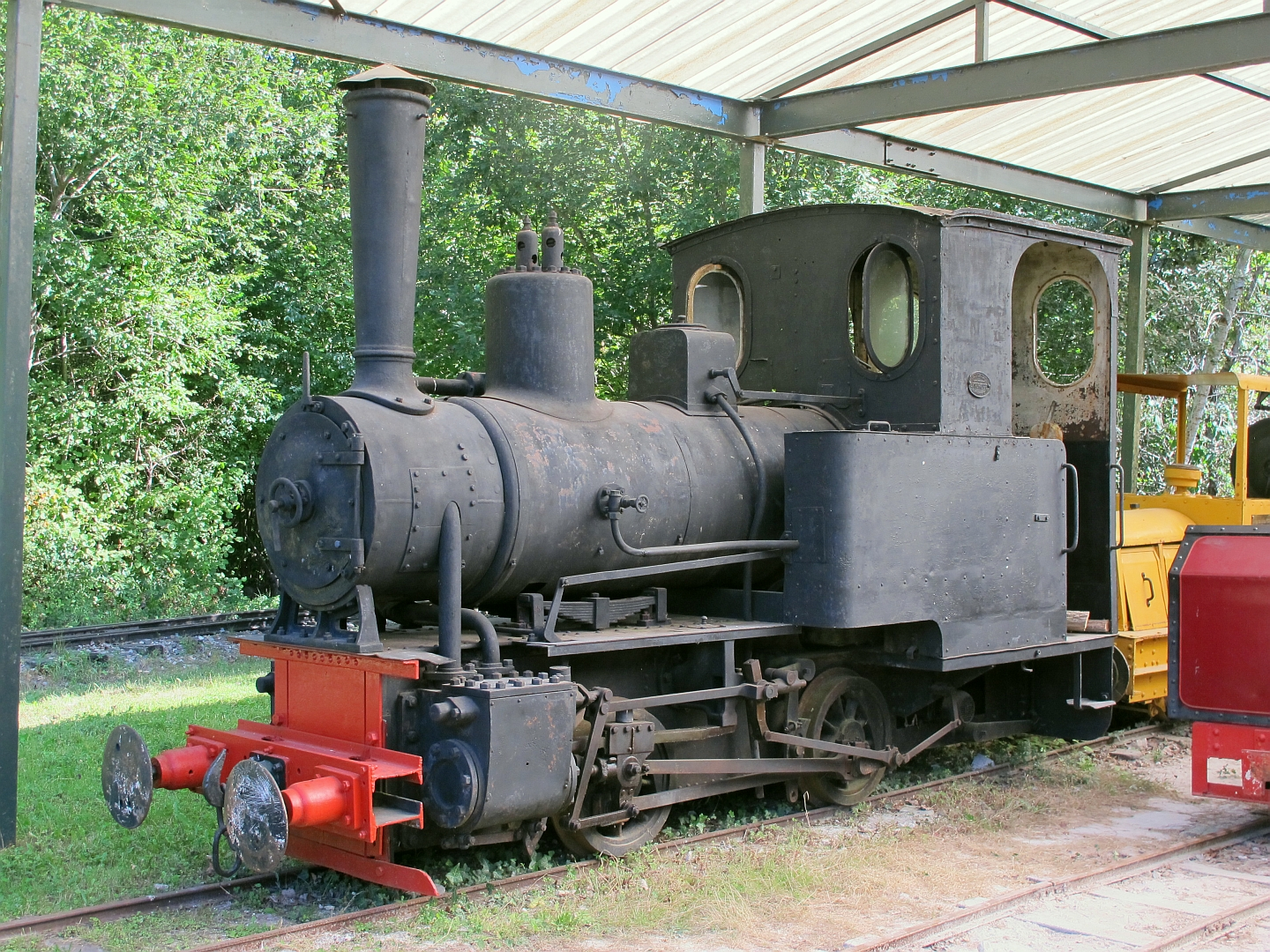
O&K Feldbahn-Dampflokomotive

In Westdeutschland firmierte das Unternehmen ab 1949 wieder unter Orenstein & Koppel AG; der Name wurde nach dem Zusammenschluss mit der Lübecker Maschinenbau AG (LMG) 1950 in Orenstein-Koppel und Lübecker Maschinenbau AG geändert. Der Sitz der Aktiengesellschaft war Berlin. Nach dem Bau der Berliner Mauer 1961 wurde die Hauptverwaltung allerdings nach Dortmund verlegt; sie bezog ein auf dem Dortmunder Werksgelände neu errichtetes Gebäude. Bis Mitte der 1970er Jahre wuchs das Unternehmen beständig.
Im Jahr 1972 produzierte O&K in fünf Werken: Berlin (West), Dortmund, Hagen, Hattingen/Ruhr und Lübeck, unterhielt einen zentralen Ersatzteildienst in Bochum, 24 Niederlassungen und Verkaufsbüros in der Bundesrepublik sowie Vertretungen in allen fünf Erdteilen. Im gleichen Jahr hatte das Unternehmen 8550 Beschäftigte, der Umsatz betrug 622 Mio. DM, der Exportanteil lag bei 31 %.
1986 erwarb O&K die Aktienmehrheit an den FAUN-Werken, deren Baumaschinenproduktion in Lauf an der Pegnitz, Kissing und Batavia (USA) zum 1. August 1986 in die O&K Baumaschinen und Gewinnungstechnik integriert wurde. Die Übernahme war für O&K von großer Wichtigkeit, da zu den bisher gefertigten großen Hydraulikbaggern nun auch passende Muldenkipper und große Radlader angeboten werden konnten. Nach der Übernahme führte O&K daher die Produktion von Muldenkippern, Radladern und Gradern in den drei Werken fort. Die Herstellung der Faun-Hydraulikbagger dagegen wurde eingestellt, da O&K hier bereits ausreichend eigene Modelle anzubieten hatte.
Im Jahr 1990 verkaufte O&K das Werk in Lauf, das sich zu diesem Zeitpunkt auf die Fertigung von Fahrzeugkränen spezialisiert hatte, an den japanischen Kranhersteller Tadano. Zudem trennte sich O&K 1992 von der Radladerproduktion in Übersee durch die Stilllegung der Produktion im US-amerikanischen Werk Batavia.

1996 ging die Fertigung von Rolltreppen an die KONE Corporation. Am 1. April 1998 wurde auch die Herstellung schwerer Hydraulikbagger für den Tagebergbau abgegeben. Neuer Eigentümer war der US-amerikanische Konzern Terex (seit 19. Februar 2010 Bucyrus International bzw. ab dem 8. Juli 2011 Caterpillar). Wegen anhaltender Verluste von O&K verkaufte Hoesch-Krupp die verbliebenen Reste der Baumaschinensparte zum Jahresende 1998 schließlich an das FIAT-Tochterunternehmen New Holland (ab 1999 CNH Global), und der italienische Getriebehersteller Carraro übernahm im Jahr 2000 den Achsen- & Getriebebau in Hattingen.
Die Baumaschinenproduktion in Deutschland wurde nach dem Verkauf an New Holland schrittweise zurückgefahren und nach Italien verlagert. 1999 kam es zur Stilllegung der Produktion im Kissinger Werk. Auf die Schließung des Standortes in Spandau wurde jedoch zunächst, nicht zuletzt aufgrund massiver Proteste der verbliebenen rund 500 Mitarbeiter, verzichtet. Nach und nach verlagerte CNH aber auch diese Produktion nach Italien, so dass dort 2015 nur noch knapp 100 Mitarbeiter im Vertrieb tätig waren.
Durch Beschluss der Hauptversammlung vom 3. September 2003 wurde die O & K Orenstein & Koppel Aktiengesellschaft in die O & K Orenstein & Koppel GmbH formwechselnd umgewandelt. Am 22. Februar 2019 wurde der Sitz der Gesellschaft nach Heilbronn verlegt.

## Standorte

### Werk Drewitz, Werk Neuendorf, Werk Babelsberg
In der Nähe des Bahnhofs Drewitz nahm die eigens hierfür gegründete Tochtergesellschaft Märkische Lokomotivfabrik Orenstein & Koppel oHG am 1. April 1899 ein Zweigwerk mit einer umfangreichen Kesselschmiedeanlage in Betrieb. Es lag allerdings offiziell nicht in Drewitz, sondern auf der benachbarten Gemarkung von Neuendorf, das später in Babelsberg aufging. Ab 1938 wurde die Lokomotivfabrik als „Werk Babelsberg“ bezeichnet.
Dort wurden später u. a. Einheitslokomotiven der Baureihen 41, 44, 50 und 64 sowie die Kriegslokomotiven der Baureihe 52 gebaut.

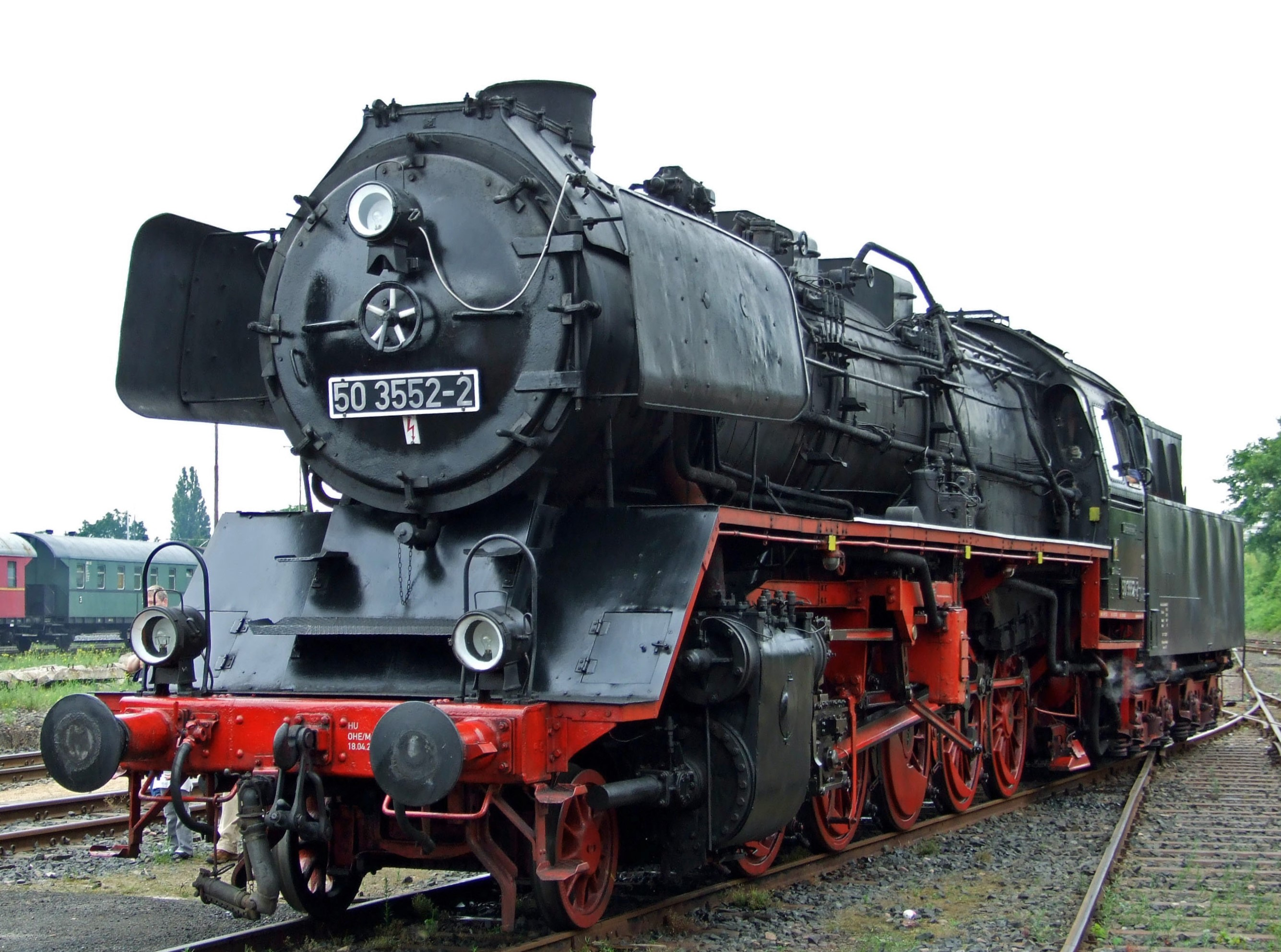
Dampflokomotive der DR-Baureihe 50.35

Nach dem Zweiten Weltkrieg wurde 1946 die Produktion von Dampflokomotivkesseln wieder aufgenommen und ein Jahr später die erste Nachkriegs-Lokomotive ausgeliefert. Am 18. März 1948 erfolgte die Umwandlung in einen Volkseigenen Betrieb unter dem Dach der LOWA und damit die Umbenennung in VEB LOWA Lokomotivbau Karl Marx Babelsberg, kurz LKM. Der LKM übernahm vor allem den Bau von Diesellokomotiven für die DDR, darunter auch Großdiesellokomotiven wie die V 180. 1976 erfolgte die letzte Dieselloklieferung, nachdem bereits 1964 ein Teil der Diesellokproduktion an den VEB Lokomotivbau Elektrotechnische Werke „Hans Beimler“ (LEW) in Hennigsdorf abgegeben wurde. Das Unternehmen wechselte das Produktprofil über Klimatechnik zum Maschinenbau. 1990 wurde der Maschinenbau Karl Marx Babelsberg durch die Treuhandanstalt in eine GmbH umgewandelt und dann bis 1992 abgewickelt, obwohl ernstzunehmende Entwicklungsangebote vorlagen. Auf dem Gelände befindet sich heute ein Gewerbepark einschließlich Paradome.

### Werk Spandau

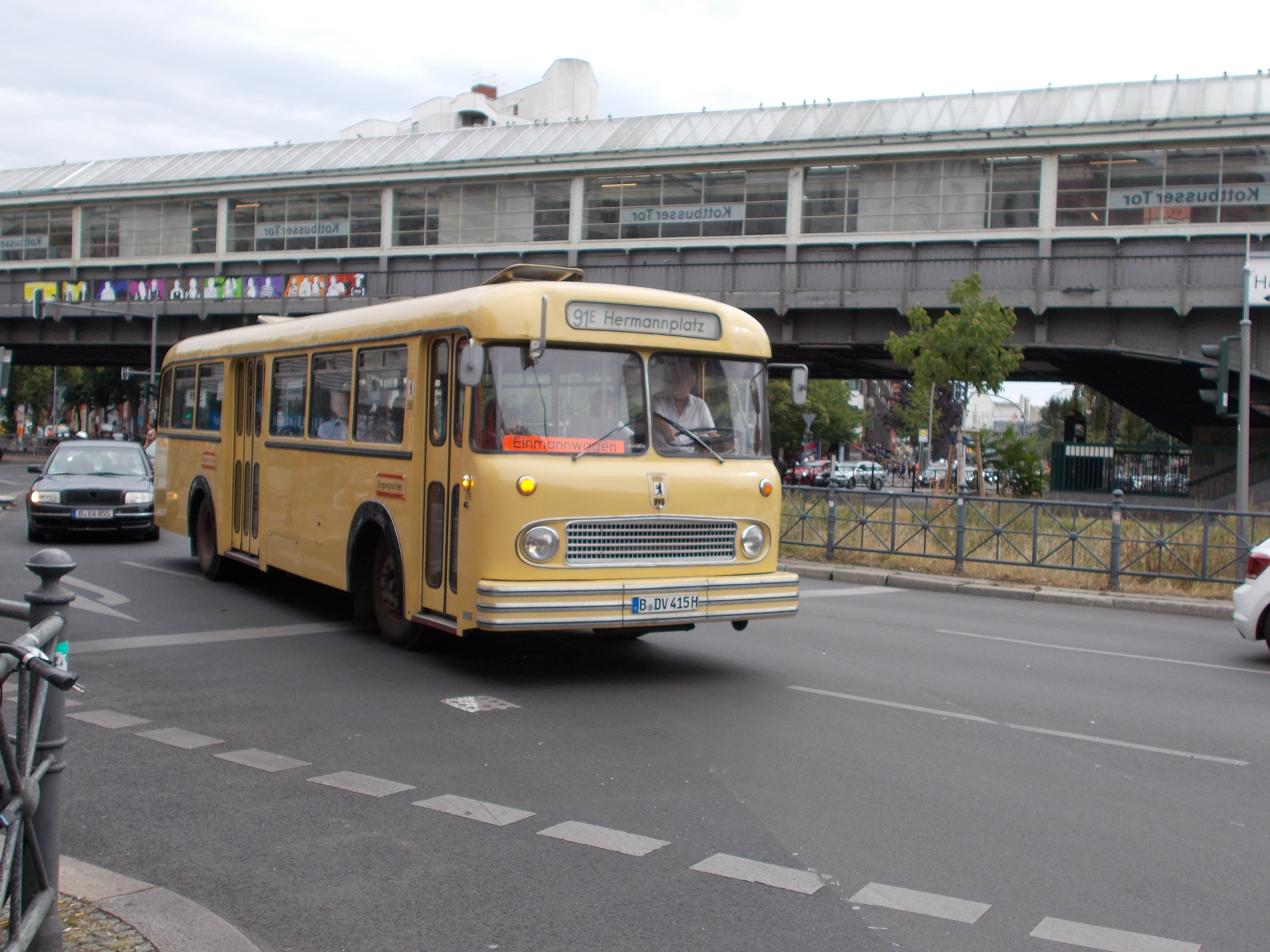
E2U der BVG, bei O&K gefertigt, auf einer Nostalgiefahrt 2020

Die Waggon- und Weichen-Bauanstalt von O&K in Spandau stellte später auch Bagger her.
Nach der Jahrhundertwende baute O&K erstmals Eimerkettenbagger, zunächst mit Förderbehältern aus Holz und ab 1904 „ganz aus Eisen“, angetrieben durch Dampfmaschinen oder Spiritusmotoren. 1908 entwickelte O&K einen auf Schienen fahrenden Löffelbagger für Arbeiten in schweren Böden. 1922 wurde ein mit Dampf betriebener Löffelbagger auf eigenem Raupenketten-Fahrwerk hergestellt. Ab 1926 wurden Dieselmotoren statt Dampfmaschinen bei den Baggern eingebaut.
2006 wurde das Werk stark verkleinert und produzierte künftig nur noch Grader unter der Marke New Holland, zu diesem Zeitpunkt arbeiteten noch rund 500 Menschen in Spandau. Ende 2015 wurden schließlich die letzten 89 Beschäftigten entlassen, die Graderproduktion wurde ins italienische Lecce verlegt.

### Werk Dessau
1930 übernahm O&K die Dessauer Waggonfabrik AG, in der danach – wie auch im Spandauer Werk – U- und S-Bahn-Wagen hergestellt wurden.
Das Werk, das alle Bombenangriffe überstanden hatte, wurde nach dem Krieg in eine Sowjetische Aktiengesellschaft umgewandelt. Nach einem Brand im Verwaltungsgebäude und der Demontage war die dortige Produktion eingeschränkt.

### Werk Nordhausen

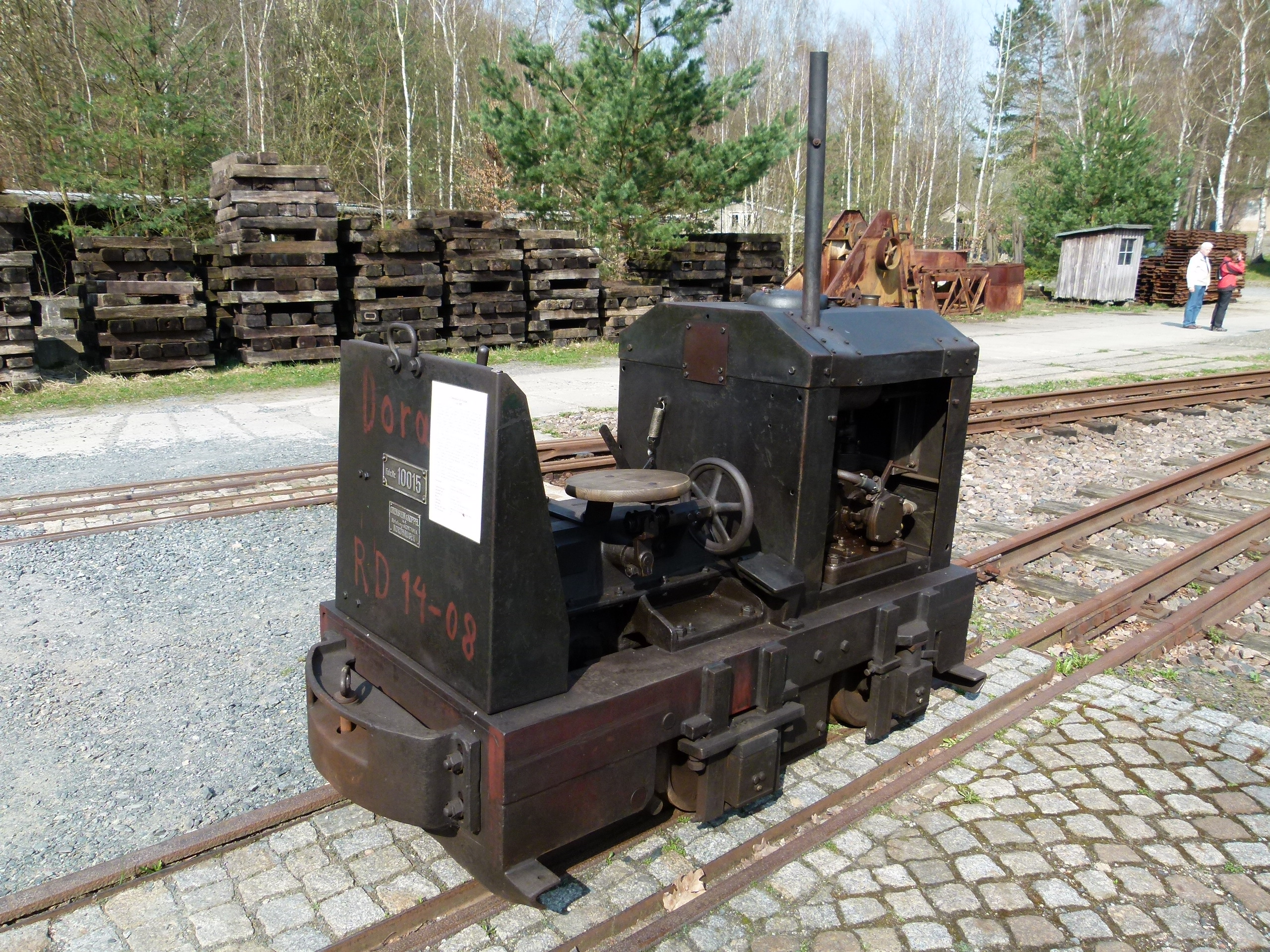
Lokomotive der Orenstein & Koppel AG (Nordhausen), Typ MD 1, 11 PS, Baujahr 1939

In Nordhausen baute die Montania AG vormals Gerlach & König seit 1907 Verbrennungsmotor-Lokomotiven, die über O&K verkauft wurden. 1912 oder 1916 wurde dieses Unternehmen von O&K übernommen und als „Werk Nordhausen“ fortgeführt.
Die Beschlagnahme aller Lokomotiven durch die Heeresfeldbahn im Ersten Weltkrieg, die Bestimmungen des Versailler Vertrags und der Wegfall von Exportmärkten trafen das Werk so sehr, dass Ende 1925 für drei Monate die Produktion eingestellt werden musste. Wenige Jahre später konnte sich das Werk jedoch erholen und produzierte bis 1935 5299 Lokomotiven, und insgesamt 9371 Stück bis zur letzten Lieferung im Januar 1942. Zu diesem Zeitpunkt wurde der Lokomotivbau einschließlich 421 bereits begonnener Lokomotiven nach Prag verlagert. Während des Zweiten Weltkriegs wurden von O&K/MBA 400 Kriegslokomotiven der Baureihe 52 gebaut – unklar ist jedoch, ob dies im Werk Babelsberg oder Nordhausen geschah. Nach Kriegsende wurde der Lokomotivbau in Nordhausen nicht wieder aufgenommen.
In der DDR stellte im enteigneten Werk der VEB Schwermaschinenbau Nordhausen unter der Marke „NOBAS“ unter anderem Seilbagger her.

### Werk Dortmund-Dorstfeld

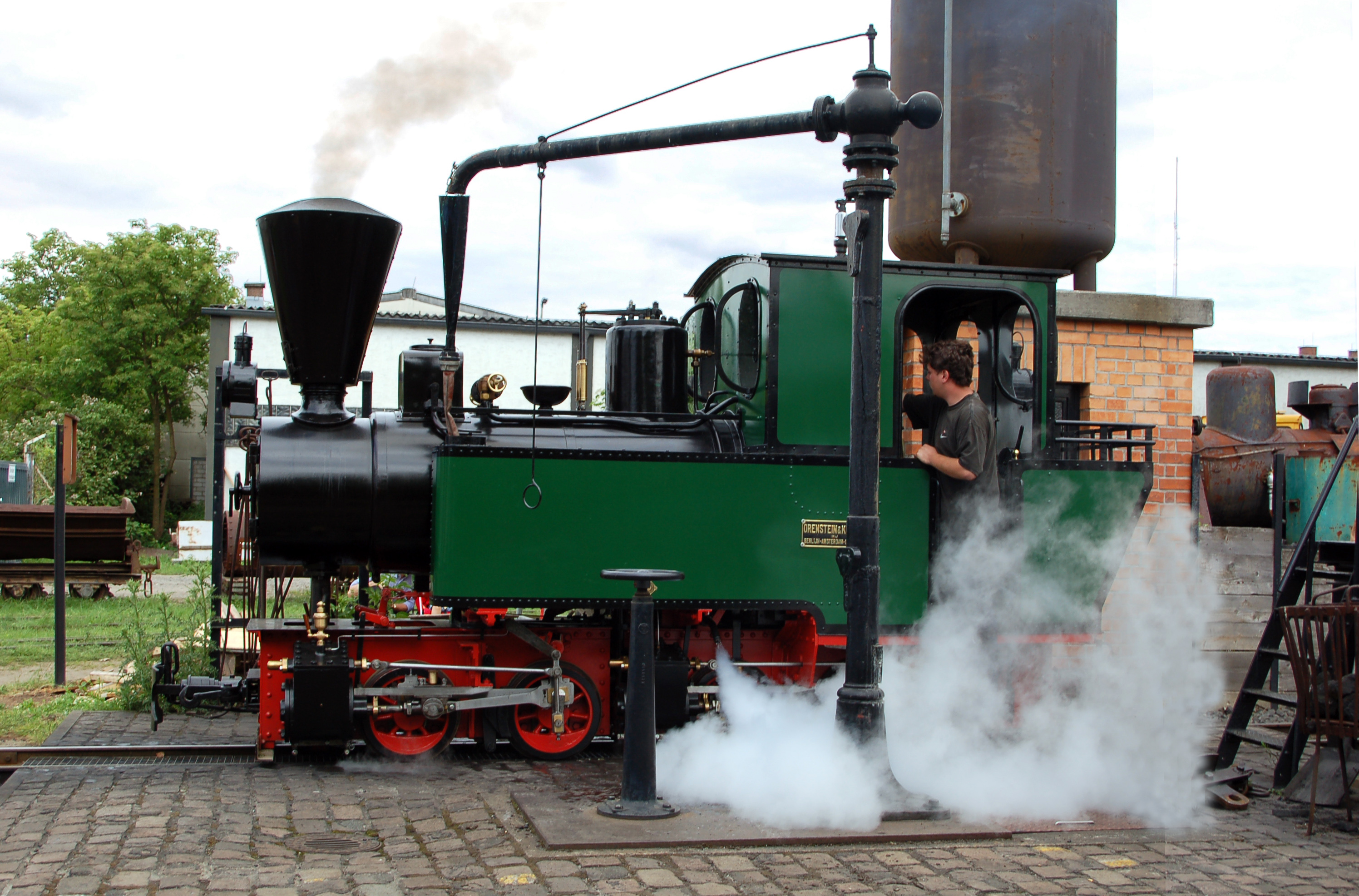
Restaurierte Feldbahnlokomotive O&K 3902 Mallet des Frankfurter Feldbahnmuseums

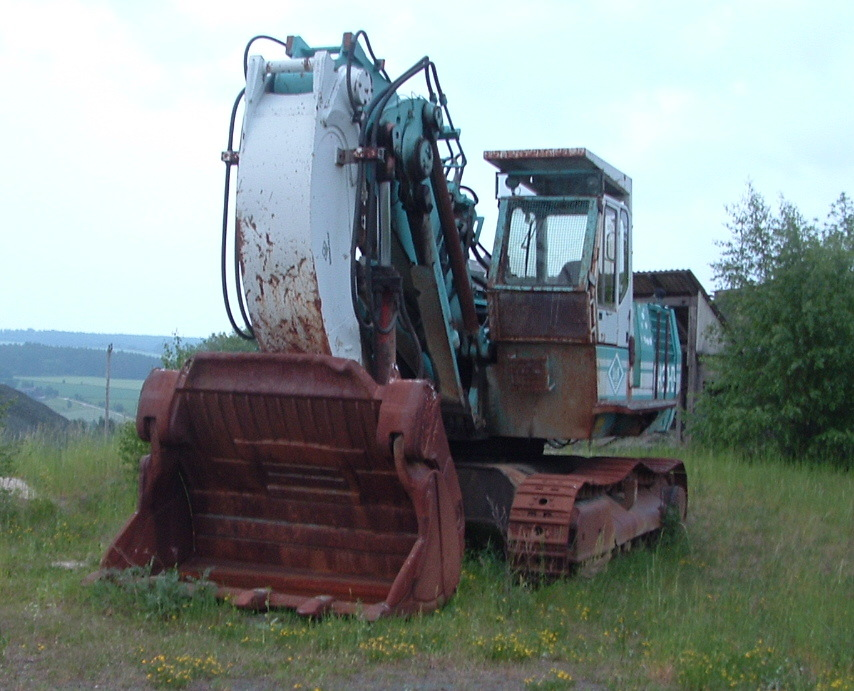
O&K RH 30-D

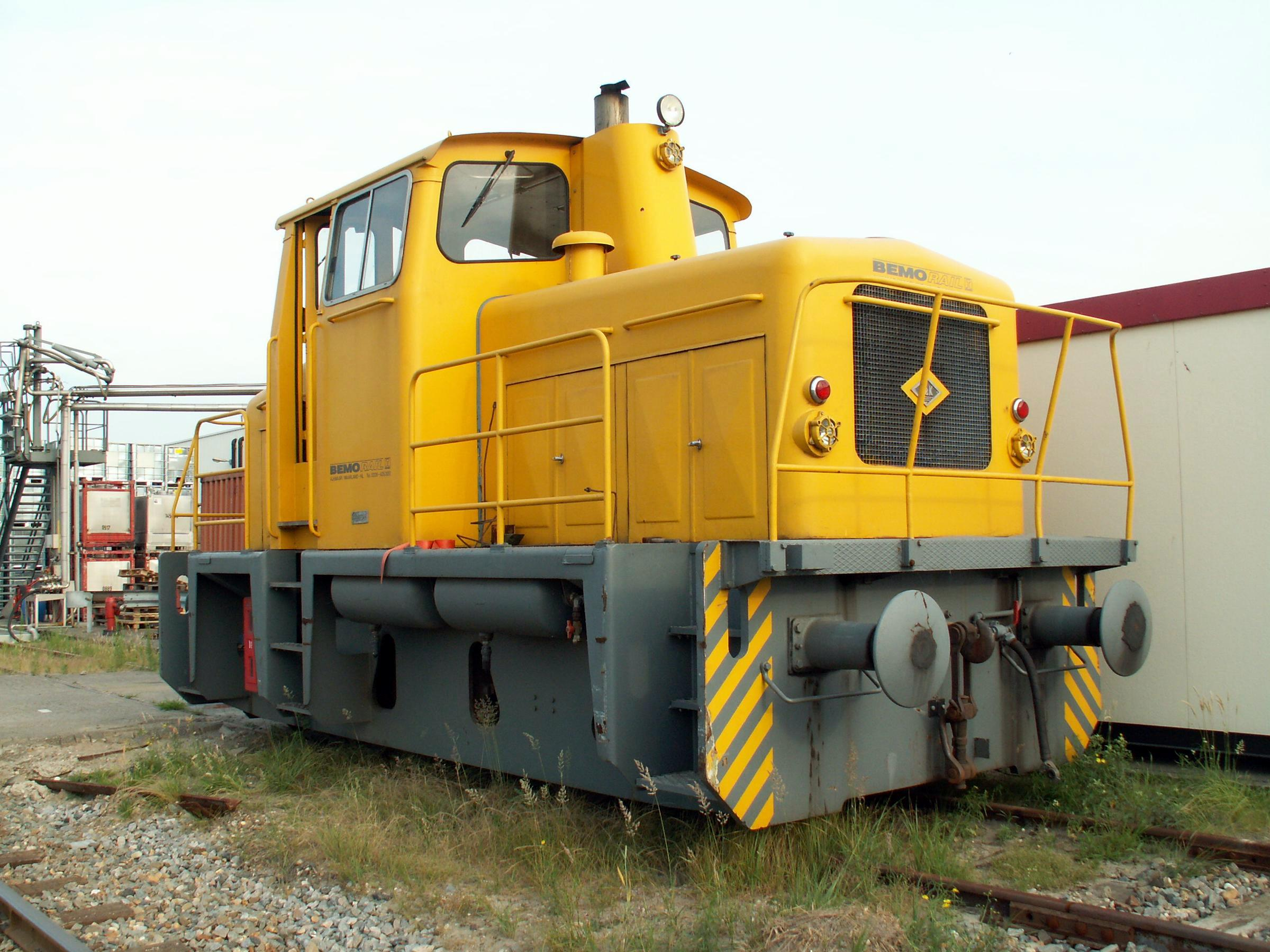
Rangierlokomotive von O&K

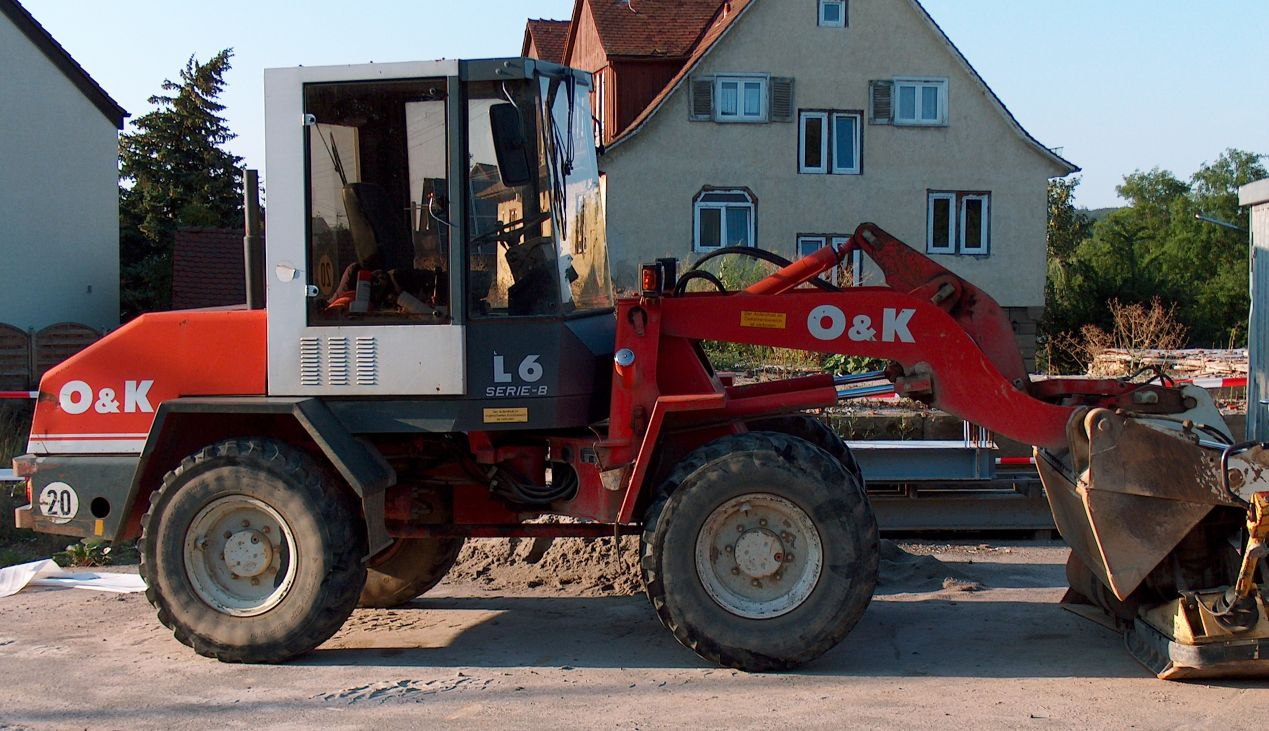
O&K-Radlader, Baujahr 1998

Das Werk in Dortmund-Dorstfeld hatte in Spitzenjahren rund 2000 Beschäftigte. Das Schwergewicht der Fertigung lag ab 1949 im Waggonbau und bei Baumaschinen, insbesondere Baggern. 1961 fertigte O&K erstmals in Europa serienmäßig vollhydraulische Bagger. Über 55.000 Hydraulik-Bagger wurden bisher gefertigt, davon mehr als 700 Geräte über 100 Tonnen Dienstgewicht, dabei auch der größte Hydraulikbagger der Welt RH 400 (seit 2012 CAT 6090) mit 980 Tonnen Dienstgewicht, einer Motorleistung von 3280 Kilowatt (4400 PS) und einem Schaufelfassungsvermögen von knapp 45 Kubikmetern.
Für Bahnen wurden bis in die 1960er Jahre wieder Feldbahnloks gebaut. Normalspur-Diesellokomotiven wurden in mehreren Typenreihen gebaut, darunter in den 1970er Jahren auch einzelne Fahrzeuge auf Drehgestellen. Den Schwerpunkt bildeten Rangierlokomotiven, beispielsweise der Typen O&K RL8, O&K MC 700 N, O&K MB 125 N, O&K MC14N und O&K MV 3. Für das Jahr 1968 wies der Geschäftsbericht aus, dass im Produktsegment Diesellokomotiven mehr als 12.000 Stück unterschiedlicher Baureihen weltweit im Einsatz waren. Die Lokomotivproduktion wurde 1981 eingestellt.
Einen Teil des Dortmunder Werks nahm der Waggonbau (Güterwaggons) ein. Bis etwa Ende der 1960er Jahre wurden auch Kompressoren hergestellt. Ein weiterer Teil des Dortmunder Werkes produzierte Baumaschinen, vor allem Bagger (rad- und kettengetrieben).
Vor allem die Baumaschinen wurden für verschiedene, auch klimatisch extreme, Einsatzbedingungen konzipiert und in sämtliche Erdteile geliefert. Der Exportanteil einiger Produkte lag teilweise bei rund 80 %.
Seit Anfang der 1980er Jahre geriet das Werk unter harte internationale Konkurrenz, im Baumaschinenbereich besonders durch US-amerikanische und japanische Unternehmen. Es erfolgte eine kontinuierliche Einschränkung der Produktion und ein starker Rückgang der Beschäftigtenzahl. Der Waggonbau wurde schließlich ganz eingestellt. Seit dem 1. April 1998 war die Produktion schwerer Hydraulikbagger für den Tagebergbau („O&K Mining Dortmund“) in den Terex-Konzern integriert. Zum 19. Februar 2010 verkaufte Terex seine „Mining“-Sparte an Bucyrus, die O&K-Bagger wurden unter der Marke Bucyrus, aber der O&K-Modellbezeichnung verkauft. Ende 2010 schluckte Caterpillar den Gesamtkonzern Bucyrus.
Seit Anfang Juli 2011 sind die Marken O&K und Bucyrus Geschichte. Der Rest der Baumaschinenfertigung von O&K ging im CNH-Konzern auf. Die europäischen Markenrechte für die Markennamen „O&K Mining“ sowie „Orenstein & Koppel“ und das Logo mit der Raute registrierte der Unternehmer Stüttem für seine IBB GmbH und MineParts GmbH im Oktober 2011 nach einem Rechtsstreit mit Bucyrus/Caterpillar.

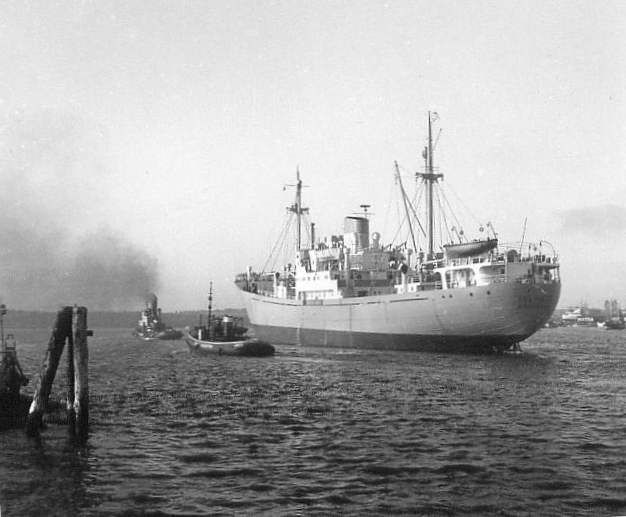
O&K Baunummer 508, Baujahr 1954/55

Am 30. Juli 2021 schloss Caterpillar das Werk.

### Werk Lübeck
Das Lübecker Werk war jahrzehntelang ein wichtiger Teil des O&K-Konzerns. Neben dem Schiffbau in eigener Werft produzierte das Werk Tagebau-Geräte, vor allem für die Braunkohleförderung. Nachdem die O&K-Muttergesellschaft Hoesch AG zunächst von der Friedrich Krupp AG übernommen wurde, die etwas später mit Thyssen zur ThyssenKrupp AG fusionierte, führte dies zunächst zur Integration der Lübecker Aktivitäten in die Gruppe Anlagenbau, später folgte die Ausgliederung.
Das Lübecker Werk war spezialisiert auf Schiffsbagger, auch der Großmaschinenbau und die Fertigung von Windkraftanlagen gehörten zum Fertigungsprogramm. Bemerkenswert war der Lübecker Maschinenpark mit sehr großen Maschinen zur mechanischen Bearbeitung. Ein bekanntes Baggerschiff ist der Saugbagger Nordsee des Wasserstraßen- und Schifffahrtsamts Weser-Jade-Nordsee.

### Werk Bochum

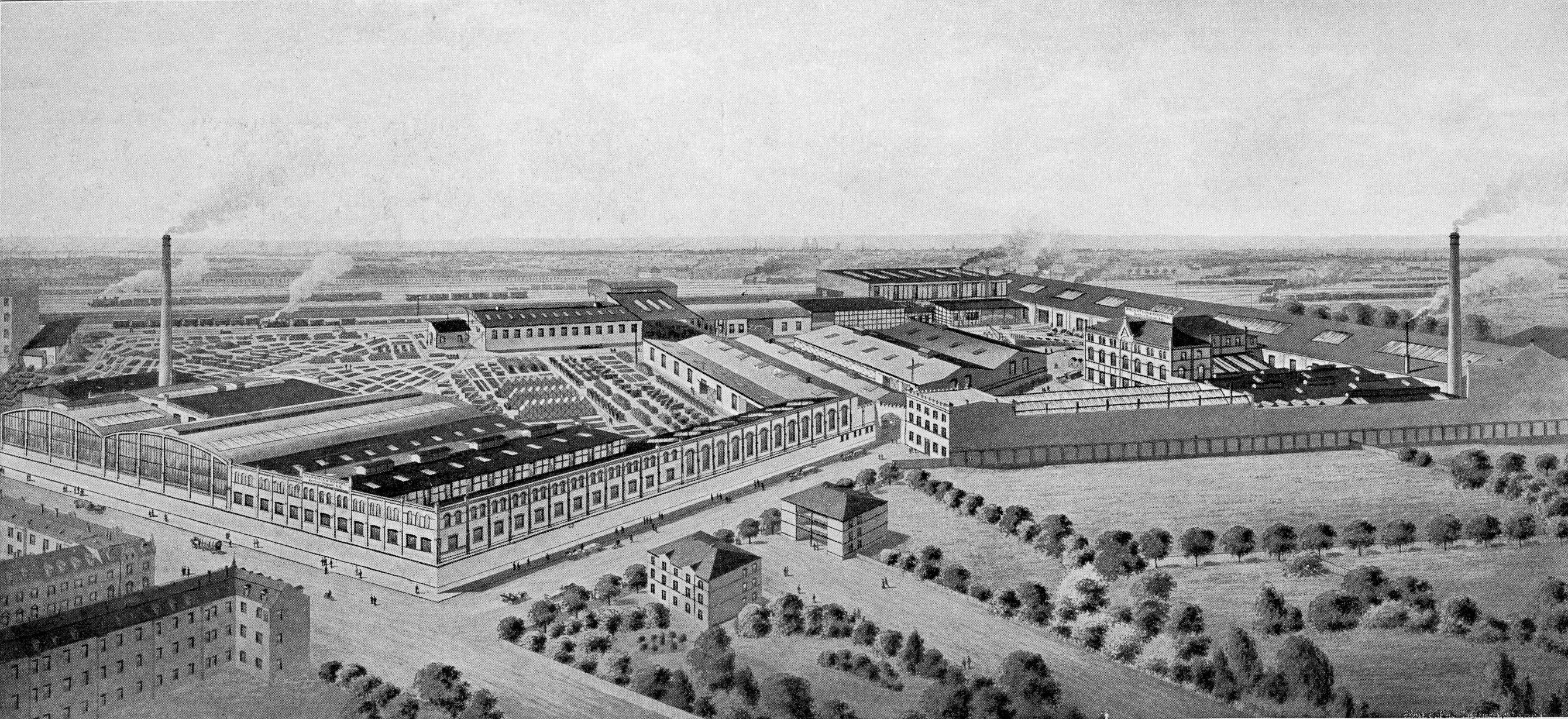
Ansicht des Bochumer Werks um 1913, Blick Richtung Süden

Das um das Jahr 1890 in Bochum entstandene Werk der Arthur Koppel AG lag im Dreieck zwischen Bessemerstraße, Wörthstraße (heutige Ursulastraße) und dem Gleisfeld des alten Bochumer Hauptbahnhofs. Das Werk kam durch die Fusion von 1909 zur Orenstein & Koppel AG. Hergestellt wurden hier vor allem Feld- und Kleinbahnwagen sowie schmalspurige Spezialwagen. Im Zweiten Weltkrieg wurde das Werk stark beschädigt und diente spätestens seit Mitte der 1960er Jahre nur noch als zentrales Ersatzteillager des O&K-Konzerns. Heute wird es als „Henry-Bessemer-Park“ unter anderem als Trainingsstätte für Streetartistik (OPENSPACE) genutzt.

### Werk Hattingen
Das Werk in Hattingen war zweigeteilt. In dem einen Werksteil wurden unter O&K-Regie jahrzehntelang Fahrtreppen (Rolltreppen) gebaut und weltweit exportiert, diese Fahrtreppen-Fertigung wurde 1996 an KONE verkauft, die wiederum im Jahr 2005 den Standort Hattingen aufgab. Im unmittelbar angrenzenden Werksteil wurden und werden Getriebe produziert.

### Werk Kissing
Mit der Übernahme der Baumaschinensparte FAUN-Frisch im Jahr 1986 erwarb O&K auch das Werk in Kissing, das sich südlich des dortigen Bahnhofs befand und im Westen an die Eisenbahnstrecke Augsburg–München und im Osten an die Bundesstraße 2 angrenzte. Es wurde 1936 eröffnet und nach dem Zweiten Weltkrieg nach und nach bis auf eine Größe von 14 Hektar ausgebaut. O&K fertigte dort bis zum Verkauf an New Holland im Jahr 1998 Radlader und Grader. Der neue Eigentümer legte die Baumaschinenproduktion dann schließlich 1999 still. Anschließend erfolgte die Umwandlung in einen Gewerbehof. Der Gebäudebestand ist bis heute (Februar 2020) nahezu unverändert erhalten geblieben.

### Weitere Standorte
Einige Jahre lang wurden in einem Werk in Hagen schwere Gabelstapler hergestellt. 1911 übernahm O&K die belgischen Decauville-Werke in Val-Saint-Lambert und überließ dafür Decauville sein französisches Werk in Fives (Nord) in Nordfrankreich.